# ジュディス・ワイダー
ジュディス・ワイダー（Judith Wyder、1988年6月25日 - ）は、スイスのオリエンテーリング選手であり、また同時にスキーオリエンテーリングでの実績も有している。ベルン州に住んでおり、ウェールズにルーツを持つ。

## 実績

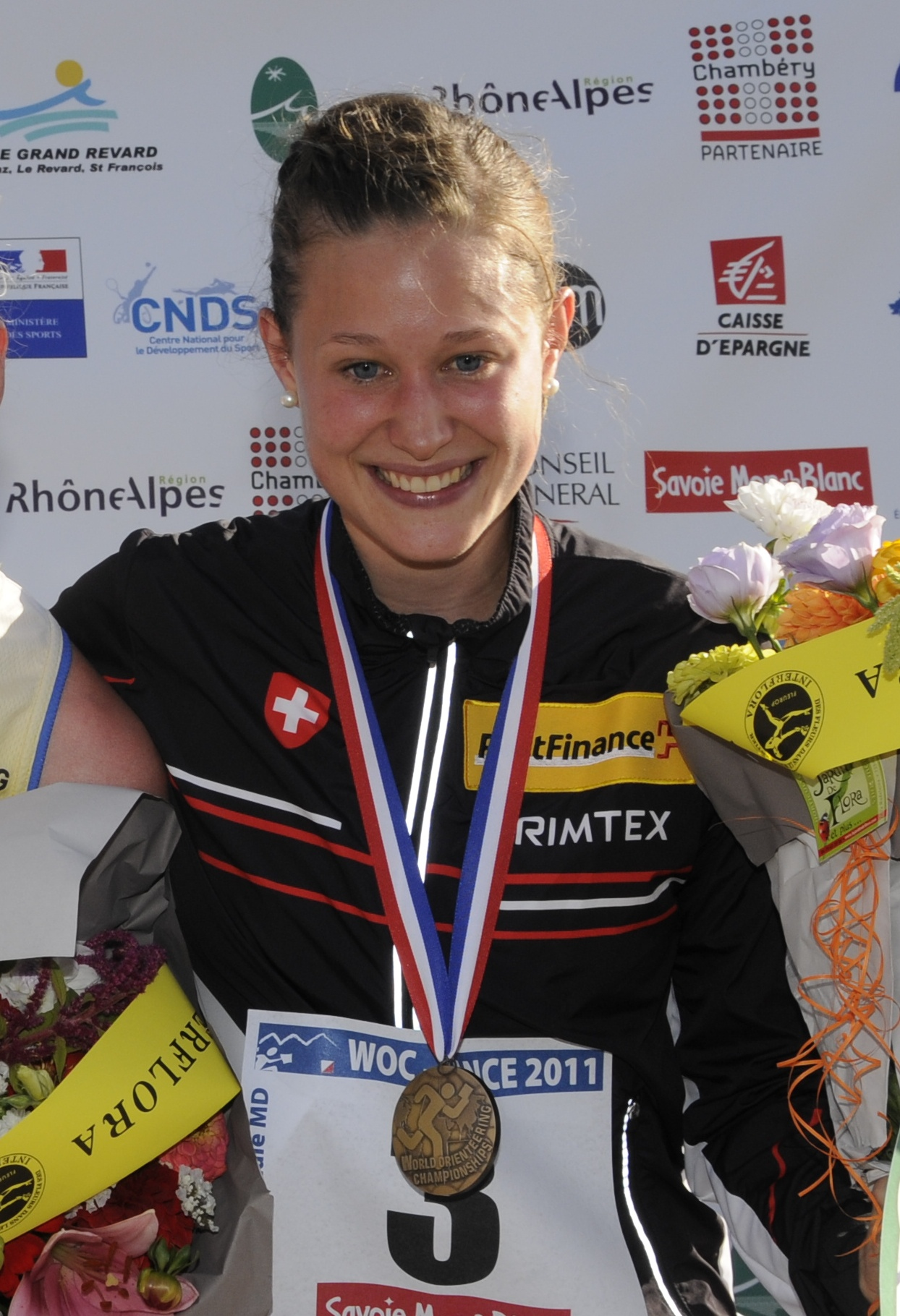
WOC2011表彰式

### フットオリエンテーリング
ジュディス・ワイダーの活躍は他のオリエンテーリング選手同様ジュニア時代から見られ、2007年にオーストラリアで開催されたジュニア世界選手権（JWOC）のリレー競技において銅メダルを獲得したのがその始まりである。翌2008年にスウェーデンのイェーテボリで開催されたJWOC2008では個人種目ではミドル競技の11位、リレー競技では8位と入賞こそできなかったものの、2010年にフランスで開催されたワールドカップレースのロング競技で4位となったことで再び注目を集めることとなる。そのコースは翌2011年に同じくフランスで開催される世界選手権（WOC）の前哨戦として開催されたもので、本戦同様、高い技術が要求されるテレインでの開催であったため、ワイダーの実力を知らしめる結果となった。ワイダーはWOC2011本戦でもその実力をいかんなく発揮し、ミドル競技でスウェーデンのヘレナ・ヤンソン、デンマークのイダ・ボバックに続く順位となり、銅メダルを獲得した。また同年のワールドカップでは総合10位以内に入る活躍を見せる。2012年には地元スイスで開催された世界選手権でリレー競技のスイス代表チームに選出されると、シモーネ・ニグリ＝ルーダーらとともに見事に金メダルを獲得、ワールドカップでは総合６位に入った。2013年にはワールドゲームズの混成リレー競技でもダニエル・フブマンやマティアス・キブルツらとともに優勝を果たしている。

### スキーオリエンテーリング
スキーオリエンテーリングでも、2008年にブルガリアで開催されたジュニア世界スキーオリエンテーリング選手権のロング競技で銀メダルを獲得したという実績を有している。

## その他
- 所属クラブはトゥーンOLGである。
- またVenlaリレーをはじめとする国際大会へはスウェーデン・イェーテボリのMajorna OKから出走することもある。
- 理学療法士となるべく勉強し、学位はベルン応用科学大学より受けている。